# Lista orașelor gazdă ale Jocurilor Olimpice
De când Jocurile Olimpice moderne au început în 1896, au avut loc 25 de ediții ale Jocurilor Olimpice de Vară, organizate în 22 de orașe diferite și 22 de ediții ale Jocurilor Olimpice de Iarnă, organizate în 19 orașe diferite. În plus, trei ediții de vară ale Jocurilor și două de iarnă au fost programate, dar ulterior anulate din cauza războiului: Berlin (vară) în 1916, Tokyo (vară) și Sapporo (iarnă) în 1940, și Londra (vară) și Cortina d'Ampezzo, Italia (iarnă) în 1944. Jocurile Olimpice de iarnă din 1906, desfășurate în Atena, nu mai sunt recunoscute de Comitetul Olimpic Internațional (CIO), care se raportează la ele drept Jocurile Intercalate din 1906, deși la acea perioadă au fost recunoscute. Patru orașe au fost alese de CIO pentru a organiza următoarele Jocuri Olimpice: Rio de Janeiro pentru Jocurile Olimpice de vară din 2016, Pyeongchang pentru Jocurile Olimpice de iarnă din 2018, Tokyo pentru Jocurile Olimpice de vară din 2020 și Beijing pentru Jocurile Olimpice de iarnă din 2022.
Beijing este singurul oraș care organizează atât o ediție de vară cât și una de iarnă. Șapte orașe au organizat Jocurile Olimpice de mai multe ori: Atena (Olimpiada de vară din 1896 și 2004), Paris (Olimpiada de vară din 1900 și 1924), Londra (Olimpiada de vară din 1908, 1948 și 2012), St. Moritz (Olimpiada de iarnă din 1928 și 1948), Lake Placid (Olimpiada de iarnă din 1932 și 1980), Los Angeles (Olimpiada de vară din 1932 și 1984), și Innsbruck (Olimpiada de iarnă din 1964 și 1976). Tokyo se va alătura acestei liste în 2020, cu Jocurile Olimpice de vară din 1964 și 2020. În plus, Stockholm a organizat Jocurile Olimpice de vară din 1912 și probele sportive ecvestre de la Olimpiada de vară din 1956.[b] Londra a devenit primul oraș care a organizat trei ediții ale Jocurilor Olimpice, odată cu ediția din 2012. Statele Unite ale Americii au găzduit 8 ediții ale Jocurilor Olimpice, mai mult decât orice țară, urmate de Franța cu cinci ediții. Canada, Germania, Italia, Japonia și Regatul Unit au organizat fiecare Jocurile de trei ori.
Jocurile au fost organizate în următoarele continente: Europa (30 de ediții) și America de Nord (12 ediții); cinci ediții au fost organizate în Asia iar două în Australia (Australia). În 2016, Rio de Janeiro va deveni primul oraș gazdă din America de Sud în timp ce continentul african nu a organizat încă nicio ediție. Alte regiuni geografice majore care nu au organizat nicio ediție sunt Orientul Mijlociu, Subcontinetul Indian, Caraibele, America Centrală și Asia de Sud-Est.
Orașele gazdă sunt alese de membrii CIO, de obicei cu șapte ani înainte. Procesul de selecție durează aproximativ doi ani. În prima parte, orice oraș din lume poate trimite o cerere pentru a deveni oraș gazdă. Peste 10 luni, Biroul Executiv al CIO decide care din aceste orașe aplicante vor deveni candidați oficiali, pe baza unui grup care examinează aplicațiile. În a doua parte, orașele gazdă sunt examinate corespunzător de o Comisie de Evaluare, care trimite ulterior o listă scurtă a orașelor care ar trebui considerate eligibile. Orașul gazdă este ales prin votul Sesiunii CIO, o întâlnire generală a membrilor CIO.

## Orașe gazdă ale Jocurilor Olimpice
Pentru listele individuale a Jocurilor de vară și iarnă, vezi Lista Jocurilor Olimpice moderne de vară și Lista Jocurilor Olimpice de iarnă.
| Oraș                   | Țară               | Continent        | Vară   | Iarnă | Sezon | An   | Ceremonia de deschidere | Ceremonia de închidere |
| ---------------------- | ------------------ | ---------------- | ------ | ----- | ----- | ---- | ----------------------- | ---------------------- |
| Atena                  | Grecia             | Europa           | I      | —     | Vară  | 1896 | 6 aprilie               | 15 aprilie             |
| Paris                  | Franța             | Europa           | II     | —     | Vară  | 1900 | 14 mai                  | 28 octombrie           |
| St. Louis[a]           | Statele Unite      | America de Nord  | III    | —     | Vară  | 1904 | 1 iulie                 | 23 noiembrie           |
| Atena                  | Grecia             | Europa           | [f]    | —     | Vară  | 1906 | 22 aprilie              | 2 mai                  |
| Londra                 | Regatul Unit       | Europa           | IV     | —     | Vară  | 1908 | 27 aprilie              | 31 octombrie           |
| Stockholm              | Suedia             | Europa           | V      | —     | Vară  | 1912 | 5 mai                   | 22 iulie               |
| Berlin                 | Germania           | Europa           | VI     | —     | Vară  | 1916 | Anulat din cauza WWI    | Anulat din cauza WWI   |
| Antwerp[g]             | Belgia             | Europa           | VII    | —     | Vară  | 1920 | 20 aprilie              | 12 septembrie          |
| Chamonix               | Franța             | Europa           | —      | I     | Iarnă | 1924 | 25 ianuarie             | 4 februarie            |
| Paris                  | Franța             | Europa           | VIII   | —     | Vară  | 1924 | 4 mai                   | 27 iulie               |
| St. Moritz             | Elveția            | Europa           | —      | II    | Iarnă | 1928 | 11 februarie            | 19 februarie           |
| Amsterdam              | Țările de Jos      | Europa           | IX     | —     | Vară  | 1928 | 17 mai                  | 12 august              |
| Lake Placid            | Statele Unite      | America de Nord  | —      | III   | Iarnă | 1932 | 4 februarie             | 15 februarie           |
| Los Angeles            | Statele Unite      | America de Nord  | X      | —     | Vară  | 1932 | 30 iulie                | 14 august              |
| Garmisch-Partenkirchen | Germania           | Europa           | —      | IV    | Iarnă | 1936 | 6 februarie             | 16 februarie           |
| Berlin                 | Germania           | Europa           | XI     | —     | Vară  | 1936 | 1 august                | 16 august              |
| Sapporo                | Japonia            | Asia             | —      | V     | Iarnă | 1940 | Anulat din cauza WWII   | Anulat din cauza WWII  |
| Helsinki               | Finlanda           | Europa           | XII    | —     | Vară  | 1940 | Anulat din cauza WWII   | Anulat din cauza WWII  |
| Cortina d'Ampezzo      | Italia             | Europa           | —      | V     | Iarnă | 1944 | Anulat din cauza WWII   | Anulat din cauza WWII  |
| Londra                 | Regatul Unit       | Europa           | XIII   | —     | Vară  | 1944 | Anulat din cauza WWII   | Anulat din cauza WWII  |
| St. Moritz             | Elveția            | Europa           | —      | V     | Iarnă | 1948 | 30 ianuarie             | 8 februarie            |
| Londra                 | Regatul Unit       | Europa           | XIV    | —     | Vară  | 1948 | 29 iulie                | 14 august              |
| Oslo                   | Norvegia           | Europa           | —      | VI    | Iarnă | 1952 | 14 februarie            | 25 februarie           |
| Helsinki               | Finlanda           | Europa           | XV     | —     | Vară  | 1952 | 19 iulie                | 3 august               |
| Cortina d'Ampezzo      | Italia             | Europa           | —      | VII   | Iarnă | 1956 | 26 ianuarie             | 5 februarie            |
| Melbourne Stockholm[c] | Australia · Suedia | Australia Europa | XVI    | —     | Vară  | 1956 | 22 noiembrie 10 iunie   | 8 decembrie 17 iunie   |
| Squaw Valley           | Statele Unite      | America de Nord  | —      | VIII  | Iarnă | 1960 | 18 februarie            | 28 februarie           |
| Roma                   | Italia             | Europa           | XVII   | —     | Vară  | 1960 | 25 august               | 11 septembrie          |
| Innsbruck              | Austria            | Europa           | —      | IX    | Iarnă | 1964 | 29 ianuarie             | 9 februarie            |
| Tokyo                  | Japonia            | Asia             | XVIII  | —     | Vară  | 1964 | 10 octombrie            | 24 octombrie           |
| Grenoble               | Franța             | Europa           | —      | X     | Iarnă | 1968 | 6 februarie             | 18 februarie           |
| Mexico City            | Mexic              | America de Nord  | XIX    | —     | Vară  | 1968 | 12 octombrie            | 27 octombrie           |
| Sapporo                | Japonia            | Asia             | —      | XI    | Iarnă | 1972 | 3 februarie             | 13 februarie           |
| München                | Germania de Vest   | Europa           | XX     | —     | Vară  | 1972 | 26 august               | 11 septembrie          |
| Innsbruck              | Austria            | Europa           | —      | XII   | Iarnă | 1976 | 4 februarie             | 15 februarie           |
| Montreal               | Canada             | America de Nord  | XXI    | —     | Vară  | 1976 | 17 iulie                | 1 august               |
| Lake Placid            | Statele Unite      | America de Nord  | —      | XIII  | Iarnă | 1980 | 12 februarie            | 24 februarie           |
| Moscova                | Uniunea Sovietică  | Europa[d]        | XXII   | —     | Vară  | 1980 | 19 iulie                | 3 august               |
| Sarajevo               | Iugoslavia         | Europa           | —      | XIV   | Iarnă | 1984 | 7 februarie             | 19 februarie           |
| Los Angeles            | Statele Unite      | America de Nord  | XXIII  | —     | Vară  | 1984 | 28 iulie                | 12 august              |
| Calgary                | Canada             | America de Nord  | —      | XV    | Iarnă | 1988 | 13 februarie            | 28 februarie           |
| Seul                   | Coreea de Sud      | Asia             | XXIV   | —     | Vară  | 1988 | 17 septembrie           | 2 octombrie            |
| Albertville            | Franța             | Europa           | —      | XVI   | Iarnă | 1992 | 8 februarie             | 23 februarie           |
| Barcelona              | Spania             | Europa           | XXV    | —     | Vară  | 1992 | 25 iulie                | 9 august               |
| Lillehammer            | Norvegia           | Europa           | —      | XVII  | Iarnă | 1994 | 12 februarie            | 27 februarie           |
| Atlanta                | Statele Unite      | America de Nord  | XXVI   | —     | Vară  | 1996 | 19 iulie                | 4 august               |
| Nagano                 | Japonia            | Asia             | —      | XVIII | Iarnă | 1998 | 7 februarie             | 22 februarie           |
| Sydney                 | Australia          | Australia        | XXVII  | —     | Vară  | 2000 | 15 septembrie           | 1 octombrie            |
| Salt Lake City         | Statele Unite      | America de Nord  | —      | XIX   | Iarnă | 2002 | 8 februarie             | 24 februarie           |
| Atena                  | Grecia             | Europa           | XXVIII | —     | Vară  | 2004 | 13 august               | 29 august              |
| Torino                 | Italia             | Europa           | —      | XX    | Iarnă | 2006 | 10 februarie            | 26 februarie           |
| Beijing[e]             | China              | Asia             | XXIX   | —     | Vară  | 2008 | 8 august                | 24 august              |
| Vancouver              | Canada             | America de Nord  | —      | XXI   | Iarnă | 2010 | 12 februarie            | 28 februarie           |
| Londra                 | Regatul Unit       | Europa           | XXX    | —     | Vară  | 2012 | 27 iulie                | 12 august              |
| Soci                   | Rusia              | Europa[d]        | —      | XXII  | Iarnă | 2014 | 7 februarie             | 23 februarie           |
| Rio de Janeiro         | Brazilia           | America de Sud   | XXXI   | —     | Vară  | 2016 | 5 august                | 21 august              |
| Pyeongchang            | Coreea de Sud      | Asia             | —      | XXIII | Iarnă | 2018 | 9 februarie             | 25 februarie           |
| Tokyo                  | Japonia            | Asia             | XXXII  | —     | Vară  | 2020 | 24 iulie                | 9 august               |
| Beijing                | China              | Asia             | —      | XXIV  | Iarnă | 2022 | 4 februarie             | 20 februarie           |

## Statistici

### Orașe gazdă care au organizat de mai multe ori Jocurile Olimpice
| Oraș        | Țară                       | Continent       | Jocuri Olimpice de vară | Jocuri Olimpice de iarnă | Total |
| ----------- | -------------------------- | --------------- | ----------------------- | ------------------------ | ----- |
| Londra      | Regatul Unit               | Europa          | 3 (1908, 1948, 2012)    | 0                        | 3     |
| Paris       | Franța                     | Europa          | 3 (1900, 1924, 2024)    | 0                        | 3     |
| Los Angeles | Statele Unite ale Americii | America de Nord | 2 (1932, 1984)          | 0                        | 2     |
| Atena       | Grecia                     | Europa          | 2 (1896, 2004)          | 0                        | 2     |
| Tokyo       | Japonia                    | Asia            | 2 (1964, 2020)          | 0                        | 2     |
| Beijing     | China                      | Asia            | 1 (2008)                | 1 (2022)                 | 2     |
| Lake Placid | Statele Unite ale Americii | America de Nord | 0                       | 2 (1932, 1980)           | 2     |
| Innsbruck   | Austria                    | Europa          | 0                       | 2 (1964, 1976)           | 2     |
| St. Moritz  | Elveția                    | Europa          | 0                       | 2 (1928, 1948)           | 2     |

### Numărul Jocurilor Olimpice după țară

Țări care au găzduit Jocurile Olimpice de vară

Țări care au găzduit Jocurile Olimpice de iarnă

| Loc | Țară                        | Continent       | Jocuri Olimpice de vară    | Jocuri Olimpice de iarnă   | Total |
| --- | --------------------------- | --------------- | -------------------------- | -------------------------- | ----- |
| 1   | Statele Unite ale Americii  | America de Nord | 4 (1904, 1932, 1984, 1996) | 4 (1932, 1960, 1980, 2002) | 8     |
| 2   | Franța                      | Europa          | 3 (1900, 1924, 2024)       | 3 (1924, 1968, 1992)       | 6     |
| 3   | Japonia                     | Asia            | 2 (1940, 1964, 2020)       | 2 (1940, 1972, 1998)       | 4     |
| 4   | Canada                      | America de Nord | 1 (1976)                   | 2 (1988, 2010)             | 3     |
| 5   | Regatul Unit                | Europa          | 3 (1908, 1944, 1948, 2012) | 0                          | 3     |
| 5   | Italia                      | Europa          | 1 (1960)                   | 2 (1944, 1956, 2006)       | 3     |
| 5   | Germania                    | Europa          | 2 (1916, 1936, 1972)       | 1 (1936)                   | 3     |
| 8   | Grecia                      | Europe          | 2 (1896, 2004)             | 0                          | 2     |
| 8   | Coreea de Sud               | Asia            | 1 (1988)                   | 1 (2018)                   | 2     |
| 8   | Uniunea Sovietică / · Rusia | Europa          | 1 (1980)                   | 1 (2014)                   | 2     |
| 8   | Australia                   | Oceania         | 2 (1956, 2000)             | 0                          | 2     |
| 8   | Norvegia                    | Europa          | 0 (1940)                   | 2 (1952, 1994)             | 2     |
| 8   | Austria                     | Europa          | 0                          | 2 (1964, 1976)             | 2     |
| 8   | Suedia                      | Europa          | 0                          | 2 (1928, 1940, 1948)       | 2     |
| 8   | China                       | Asia            | 1 (2008)                   | 1 (2022)                   | 2     |
| 16  | Brazilia                    | America de Sud  | 1 (2016)                   | 0                          | 1     |
| 16  | Spania                      | Europa          | 1 (1992)                   | 0                          | 1     |
| 16  | RSF Iugoslavia              | Europa          | 0                          | 1 (1984)                   | 1     |
| 16  | Mexic                       | America de Nord | 1 (1968)                   | 0                          | 1     |
| 16  | Finlanda                    | Europa          | 1 (1940, 1952)             | 0                          | 1     |
| 16  | Olanda                      | Europa          | 1 (1928)                   | 0                          | 1     |
| 16  | Belgia                      | Europa          | 1 (1920)                   | 0                          | 1     |
| 16  | Suedia                      | Europa          | 1 (1912)                   | 0                          | 1     |